# Strongylí (ort i Grekland, Joniska öarna)
Strongylí (Strongyli, Stroggili, Strongili) är en ort i Grekland.   Den ligger i prefekturen Nomós Kerkýras och regionen Joniska öarna, i den västra delen av landet, 400 km nordväst om huvudstaden Aten. Strongylí ligger 64 meter över havet och antalet invånare är 448. Den ligger på ön Korfu.
Terrängen runt Strongylí är lite kuperad. Havet är nära Strongylí österut. Runt Strongylí är det ganska tätbefolkat, med 104 invånare per kvadratkilometer. Närmaste större samhälle är Korfu, 12,3 km norr om Strongylí. I omgivningarna runt Strongylí växer i huvudsak blandskog.